# Bokor István
Bokor István (1908–1983) magyar nemzetközi labdarúgó-játékvezető.

## Pályafutása
Játékvezetésből 1945-ben Budapesten a BLSZ (BLSZ) Játékvezető Bizottsága (JB) előtt vizsgázott. Az MLSZ JB minősítésével NB II-es, majd 1948-tól NB I-es játékvezető. Küldési gyakorlat szerint rendszeres partbírói szolgálatot is végzett. 1962. júliusában az Magyar Testnevelési és Sport Tanács (MTST) sportpolitikai okokból egyik napról a másikra drákói határozattal olyan döntést hozott, hogy az élvonalbeli játékvezetők életkorát 50 évről azonnali végrehajtással 45 évre szállította le. Egy csapással 37 játékvezetőnek törték derékba sportpályafutását. A nemzeti játékvezetéstől 1962-ben visszavonult. NB I-es mérkőzéseinek száma: 70.
| Időpont              | Helyszín                    | Mérkőzés típusa          | Mérkőzés                            | Eredmény | Nézők száma |
| -------------------- | --------------------------- | ------------------------ | ----------------------------------- | -------- | ----------- |
| 1948. szeptember 18. | Soroksári pálya, Budapest   | első NB I-es mérkőzése   | Soroksár SE–Nagykanizsai Olajmunkás | 3 – 2    | 2500        |
| 1962. április 8.     | Béke téri stadion, Budapest | utolsó NB I-es mérkőzése | Csepel SC–Bp. Honvéd SE             | 1 – 2    | 5000        |

A Magyar Labdarúgó-szövetség JB terjesztette fel nemzetközi játékvezetőnek, a Nemzetközi Labdarúgó-szövetség (FIFA) 1951-től tartotta nyilván bírói keretében. Több nemzetek közötti válogatott, valamint klubmérkőzésen partbíróként tevékenykedett. Első nemzetközi mérkőzését 1951-ben, Bécs-ben vezette az Ausztria–Magyarország "C" nemzetek közötti válogatott találkozót. A  nemzetközi játékvezetéstől 1951-ben búcsúzott.
Aktív pályafutását befejezve az MLSZ JB tagja, ellenőr.

## Külső hivatkozások
- Bokor István. hungaricana.hu. (Hozzáférés: 2016. május 13.)
- Bokor István játékvezetői adatlapja a Nemzeti Labdarúgó Archívum oldalán